# Mistrzostwa Europy w Lekkoatletyce 1978 – sztafeta 4 × 100 m kobiet
Sztafeta 4 × 100 metrów kobiet była jedną z konkurencji rozgrywanych podczas XII mistrzostw Europy w Pradze. Biegi eliminacyjne zostały rozegrane 2 września, a bieg finałowy 3 września 1978 roku. Zwycięzcą tej konkurencji została sztafeta Związku Radzieckiego w składzie: Wiera Anisimowa, Ludmiła Masłakowa, Ludmiła Kondratjewa i Ludmiła Storożkowa. W rywalizacji wzięło udział czterdzieści zawodniczek z dziesięciu reprezentacji.

## Rekordy
| Rekord świata     | NRD · (Johanna Klier, Monika Hamann, Carla Bodendorf, Marlies Göhr)      | 42,27 | Poczdam, NRD | 19.08.1978 |
| Rekord Europy     | NRD · (Johanna Klier, Monika Hamann, Carla Bodendorf, Marlies Göhr)      | 42,27 | Poczdam, NRD | 19.08.1978 |
| Rekord mistrzostw | NRD · (Doris Maletzki, Renate Stecher, Christina Heinich, Bärbel Eckert) | 42,51 | Rzym, Włochy | 08.09.1974 |

## Wyniki

### Eliminacje
Rozegrano dwa biegi eliminacyjne. Do finału awansowały po cztery najlepsze zespoły (Q).
Bieg 1
| Miejsce | Reprezentacja | Zawodniczki                                                         | Czas  | Uwagi |
| ------- | ------------- | ------------------------------------------------------------------- | ----- | ----- |
| 1       | NRD           | Johanna Klier, Monika Hamann, Carla Bodendorf, Marlies Göhr         | 43,05 | Q     |
| 2       | Francja       | Véronique Rosset, Annie Alizé, Chantal Réga, Raymonde Naigre        | 43,78 | Q     |
| 3       | Bułgaria      | Sofka Popowa, Lilana Iwanowa, Zdrawka Szypokliewa, Iwanka Wyłkowa   | 43,97 | Q     |
| 4       | Polska        | Grażyna Rabsztyn, Zofia Bielczyk, Jolanta Stalmach, Irena Szewińska | 44,20 | Q     |
| 5       | Włochy        | Andriana Cari, Paola Bolognesi, Marisa Masullo, Laura Miano         | 55,95 |       |

Bieg 2
| Miejsce | Reprezentacja   | Zawodniczki                                                                 | Czas  | Uwagi |
| ------- | --------------- | --------------------------------------------------------------------------- | ----- | ----- |
| 1       | ZSRR            | Wiera Anisimowa, Ludmiła Masłakowa, Ludmiła Kondratjewa, Ludmiła Storożkowa | 43,35 | Q     |
| 2       | Wielka Brytania | Beverley Goddard, Kathy Smallwood, Sharon Colyear, Sonia Lannaman           | 43,90 | Q     |
| 3       | Szwecja         | Linda Haglund, Helena Pihl, Jeanette Rangeby, Lena Möller                   | 44,31 | Q     |
| 4       | RFN             | Elvira Possekel, Dagmar Schenten, Claudia Steger, Petra Sharp               | 44,58 | Q     |
| 5       | Czechosłowacja  | Daniela Drinková, Dana Široká, Zdena Holánová, Ludmila Jimramovská          | 45,03 |       |

### Finał
| Miejsce | Reprezentacja   | Zawodniczki                                                                 | Czas  |
| ------- | --------------- | --------------------------------------------------------------------------- | ----- |
| 1       | ZSRR            | Wiera Anisimowa, Ludmiła Masłakowa, Ludmiła Kondratjewa, Ludmiła Storożkowa | 42,54 |
| 2       | Wielka Brytania | Beverley Goddard, Kathy Smallwood, Sharon Colyear, Sonia Lannaman           | 42,72 |
| 3       | NRD             | Johanna Klier, Monika Hamann, Carla Bodendorf, Marlies Göhr                 | 43,07 |
| 4       | Bułgaria        | Sofka Popowa, Lilana Iwanowa, Zdrawka Szypokliewa, Iwanka Wyłkowa           | 43,47 |
| 5       | Polska          | Grażyna Rabsztyn, Zofia Bielczyk, Jolanta Stalmach, Irena Szewińska         | 43,83 |
| 6       | RFN             | Elvira Possekel, Dagmar Schenten, Claudia Steger, Petra Sharp               | 44,34 |
| 7       | Szwecja         | Linda Haglund, Helena Pihl, Jeanette Rangeby, Lena Möller                   | 44,37 |
| –       | Francja         | Véronique Rosset, Annie Alizé, Chantal Réga, Raymonde Naigre                | DNF   |